# Dabersee
Dabersee är en sjö i Österrike.   Den ligger i förbundslandet Tyrolen, i den centrala delen av landet, 300 km väster om huvudstaden Wien. Dabersee ligger 2 435 meter över havet.